# الهلال الأحمر الباكستاني
الهلال الأحمر الباكستاني هي منظمة تابعت لجمعية الصليب والهلال الأحمر. تأسست المنظمة عام 1947 بعد استقلال باكستان. ويقع مقرها الرئيسي في اسلام اباد.

## وصلات خارجية
- الموقع الرسمي